# フレデリック・ハミルトン (ドニゴール県の政治家)
フレデリック・ハミルトン閣下（英語: Rt. Hon. Frederick Hamilton、1663年から1668年頃 – 1715年12月13日）は、アイルランド王国の政治家。

## 生涯
グスタヴァス・ハミルトン（後の初代ボイン子爵）とエリザベス・ブルック（Elizabeth Brooke、1721年12月28日没、サー・ヘンリー・ブルックの娘）の長男として、1660年代に生まれた。
1707年、ドニゴール県選挙区でアイルランド庶民院議員に当選、1715年12月まで務めた。
1707年9月1日、ソフィア・ハミルトン（Sophia Hamilton、1748年5月6日没、ジェームズ・ハミルトンの娘）と結婚した。
- グスタヴァス（1710年 – 1746年） - 第2代ボイン子爵

1710年1月10日にアルスター海軍次官に任命され、ジョージ1世即位後の1715年1月24日に再任された。
1715年12月13日に死去した。父に先立って死去したため、爵位を継承することはなかった。